# Helobdella robusta
Helobdella robusta är en ringmaskart som beskrevs av Shankland, Bissen och Weisblat 1992. Helobdella robusta ingår i släktet Helobdella och familjen broskiglar. Inga underarter finns listade i Catalogue of Life.